# Чамерево
Ча́мерево — село в составе Лавровского сельского поселения Судогодского района Владимирской области России.
Население составляет 572 человека, по данным на 2010 год.
Расположено на правом берегу реки Войнинги, недалеко от её впадения в реку Судогду, в 13 км к северу от города Судогды и в 27 км от Владимира.

## История
Церковь в селе Спас-Чамереве (Чомерово по старым документам) впервые упоминается в 1670 году как строение помещика Владимира Новосильцева и освящена во имя Преображения Господня.
До революции Чамерево являлось центром Даниловской волости Судогодского уезда, в селе имелась земская школа.
Храм в Чамереве был закрыт в 1937 году.
В селе была открыта изба-читальня, которая располагалась в здании Чамеревского клуба в проходной комнате. Литература располагалась на стеллажах вдоль стены. В библиотеке был радиоприемник, но в начале войны его конфисковали. Не позднее 1946 года изба-читальня была преобразована в библиотеку.
С 1929 года село входило в состав Бокушинского сельсовета Судогодского района, с 1940 года — в составе Торжковского сельсовета, с 1954 года — центр Чамеревского сельсовета, с 2005 года — в составе Лавровского сельского поселения.
В 1986 году к селу Чамереву была присоединена деревня Рамежки, примыкавшая к селу с юга.
В 1990-х стал началось восстановление левого предела храма.

## Население
| 1859 | 1905 | 1926 | 2002 | 2010 | 2021 |
| ---- | ---- | ---- | ---- | ---- | ---- |
| 30   | ↘23  | ↗28  | ↗655 | ↘572 | ↘531 |

## Инфраструктура
В поселке расположена Чамеревская средняя общеобразовательная школа (открыта в 1989 году), детский сад, фельдшерско-акушерский пункт, отделение почтовой связи.

## Экономика
СПК «Чамерево» (сельхозпредприятие)

## Достопримечательности

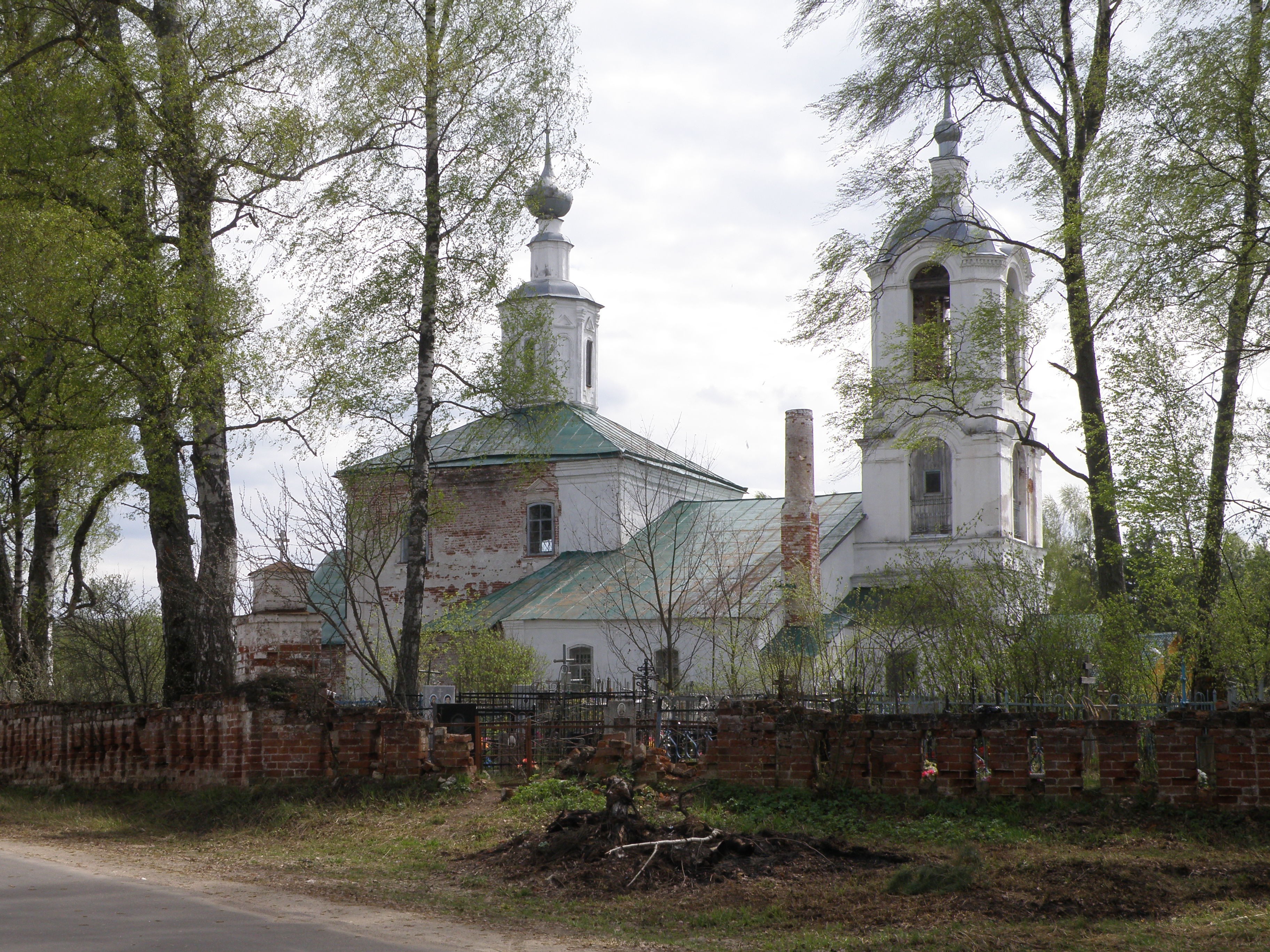
Храм Преображения Господня, 1776 год. Северный фасад

- Храм Преображения Господня (каменное здание 1776 год)
- Музей ремёсел и быта «Синеборье»
- Утраченные достопримечательности: развалины старого моста на реке Войнинге у села Чамерева
- Памятник жителям села Чамерева, погибшим в Великой Отечественной войне